# أنجيلو ماركوس دا سيلفا
أنجيلو ماركوس دا سيلفا (بالبرتغالية: Ângelo Marcos da Silva‏) هو لاعب كرة قدم برازيلي في مركز الهجوم، ولد في 8 يناير 1975 في Abaeté ‏ في البرازيل. لعب مع سبارتاك فلاديقوقاز وكريليا سوفيتوف سامارا ونادي ميراسول.